# Initiale topologie
In de topologie, een tak van de wiskunde, is de initiale topologie op een verzameling met betrekking tot een collectie afbeeldingen die vanuit die verzameling vertrekken, de grofste topologische structuur die deze afbeeldingen continu maakt.
Het synoniem zwakke topologie is vooral in de functionaalanalyse gebruikelijk.

## Initiale topologie van een afbeelding
Zij {\displaystyle f:X\to Y} een afbeelding van een verzameling {\displaystyle X} naar een topologische ruimte {\displaystyle Y}. We zouden graag de verzameling {\displaystyle X} van een topologische structuur voorzien die ervoor zorgt dat de afbeelding {\displaystyle f} continu is, dat wil zeggen dat het inverse beeld van een open verzameling van {\displaystyle Y} steeds een open verzameling van {\displaystyle X} is.
In het algemeen bestaan er verscheidene dergelijke topologieën, maar slechts één ervan is de kleinste of grofste in de zin dat ze zo weinig mogelijk open verzamelingen bevat. Als {\displaystyle {\mathcal {T}}} de topologie van {\displaystyle Y} is, dan wordt de kleinste topologie op {\displaystyle X} waarvoor de afbeelding {\displaystyle f} continu is, voortgebracht door
{\displaystyle \{f^{-1}(U)\mid U\in {\mathcal {T}}\}}
We zeggen ook dat de inverse beelden van open delen van {\displaystyle Y} een subbasis vormen voor de initiale topologie van {\displaystyle f}. In feite vormen deze open delen reeds zelf de initiale topologie.

### Voorbeelden
Beschouw de reële getallen {\displaystyle \mathbb {R} } met de gewone topologie.
De identieke afbeelding {\displaystyle \mathrm {id} _{\mathbb {R} }} induceert de gewone topologie op {\displaystyle \mathbb {R} }.
De afbeelding {\displaystyle f:\mathbb {R} \to \mathbb {R} :x\mapsto x^{2}} induceert een kleinere topologie op {\displaystyle \mathbb {R} } waarvan de open verzamelingen symmetrisch liggen ten opzichte van 0.
De constante afbeelding {\displaystyle f:\mathbb {R} \to \mathbb {R} :x\mapsto 1} induceert de indiscrete topologie {\displaystyle \{\emptyset ,\mathbb {R} \}}.
Zij {\displaystyle (Y,{\mathcal {T}})} een topologische ruimte, en {\displaystyle X} een deelverzameling van {\displaystyle Y}. De deelruimtetopologie van {\displaystyle {\mathcal {T}}} op {\displaystyle X} is de initiale topologie van de inclusie-afbeelding {\displaystyle i:X\to Y:x\mapsto x}

## Initiale topologie van een familie afbeeldingen
We passen dezelfde techniek toe op een oneindig aantal afbeeldingen {\displaystyle f_{i}}, eventueel naar verschillende topologische ruimten {\displaystyle (X_{i},{\mathcal {T}}_{i})} ({\displaystyle i\in I)}. De indexverzameling {\displaystyle I} mag zelfs overaftelbaar zijn.
De kleinste (grofste) topologie op de verzameling {\displaystyle X} waarvoor alle afbeeldingen {\displaystyle f_{i}} continu zijn, wordt voortgebracht door de subbasis
{\displaystyle \{f_{i}^{-1}(U)\mid U\in {\mathcal {T}}_{i},i\in I\}}
Bovenstaande subbasis in in het algemeen niet altijd zelf een topologie. Zoals gewoonlijk bij een subbasis worden de open verzamelingen van de initiale topologie gevormd door alle willekeurige verenigingen van eindige doorsneden van elementen uit de subbasis.

### Voorbeelden
De projectie-afbeeldingen
{\displaystyle \pi _{1}:\mathbb {R} ^{2}\to \mathbb {R} :(x_{1},x_{2})\mapsto x_{1}}
{\displaystyle \pi _{2}:\mathbb {R} ^{2}\to \mathbb {R} :(x_{1},x_{2})\mapsto x_{2}}
induceren op {\displaystyle \mathbb {R} ^{2}} een topologie die wordt voortgebracht door open rechthoeken, dit zijn producten van open intervallen. Deze topologie valt samen met de gewone topologie van {\displaystyle \mathbb {R} ^{2}}, geassocieerd met de Euclidische metriek
{\displaystyle d(x_{1},x_{2})={\sqrt {x_{1}^{2}+x_{2}^{2}}}}
Algemener definieert men de producttopologie op een Cartesisch product van topologische ruimten als de initiale topologie van de projectie-afbeeldingen.

## Finale topologie
Door de rollen van {\displaystyle X} en {\displaystyle Y} te verwisselen ontstaat het verwante begrip finale topologie.

## Initiale topologieën in de functionaalanalyse
De functionaalanalyse bestudeert topologische vectorruimten. Als {\displaystyle V} een topologische vectorruimte is, dan noteert men {\displaystyle V^{*}} voor de duale topologische vectorruimte. De elementen van {\displaystyle V^{*}} zijn de continue lineaire afbeeldingen van {\displaystyle V} naar zijn scalairenlichaam.
De initiale topologie op {\displaystyle V} ten opzichte van de verzameling afbeeldingen {\displaystyle V^{*}} noemt men de zwakke topologie van {\displaystyle V}. Met de zwakke topologie voldoet {\displaystyle V} niet steeds aan de definiërende axioma's van een topologische vectorruimte. De zwakke topologie is namelijk pas Hausdorff, als de continue lineaire functionalen puntenscheidend zijn, dat wil zeggen dat iedere vector {\displaystyle v\in V} door minstens één element van {\displaystyle V^{*}} op een getal verschillend van 0 wordt afgebeeld.
De zwak-*-topologie (lees "zwak ster topologie") op {\displaystyle V^{*}} is de initiale topologie voor de evaluatie-afbeeldingen in telkens een vaste vector {\displaystyle v}:
{\displaystyle v^{*}:V^{*}\to \mathbb {K} (\mathbb {C} {\hbox{ of }}\mathbb {R} ):f\mapsto f(v),\ v\in V}
De zwak-*-topologie is Hausdorff en bepaalt in ieder geval een topologische vectorruimte op {\displaystyle V^{*}}.
Op de verzameling {\displaystyle B(H)} van de continue lineaire transformaties van een Hilbertruimte {\displaystyle H} definieert men de ultrazwakke topologie als de zwak-*-topologie voor de elementen van de preduale ruimte van {\displaystyle B(H)}.

## Voorbeeld
Beschouw de volgende rij indicatorfuncties van gesloten intervallen als elementen van de Hilbertruimte {\displaystyle L^{2}(\mathbb {R} ,\mathbb {C} )}, de complexwaardige kwadratisch integreerbare functieklassen op de reële as (zie Lp-ruimte).
{\displaystyle f_{n}=1_{[n,n+1]},\ n\in \mathbb {N} }
Elke twee verschillende elementen uit deze rij zijn onderling loodrechte eenheidsvectoren. Hun onderlinge afstand bedraagt constant de vierkantswortel uit 2. De rij functies vormt dus geen Cauchyrij, en a fortiori geen convergente rij, in de gewone normtopologie van de Hilbertruimte.
De inproducten van {\displaystyle f_{n}} met een willekeurige vaste kwadratisch integreerbare functie {\displaystyle g} convergeren daarentegen wel naar 0.
{\displaystyle \langle f_{n},g\rangle =\int _{n}^{n+1}g(x)dx\to 0.}
We zeggen dat de rij {\displaystyle (f_{n})} zwak convergeert naar 0.